# Mittagsbesteck
Mittagsbesteck ist ein Begriff aus der Seefahrt, insbesondere aus der Nautik.

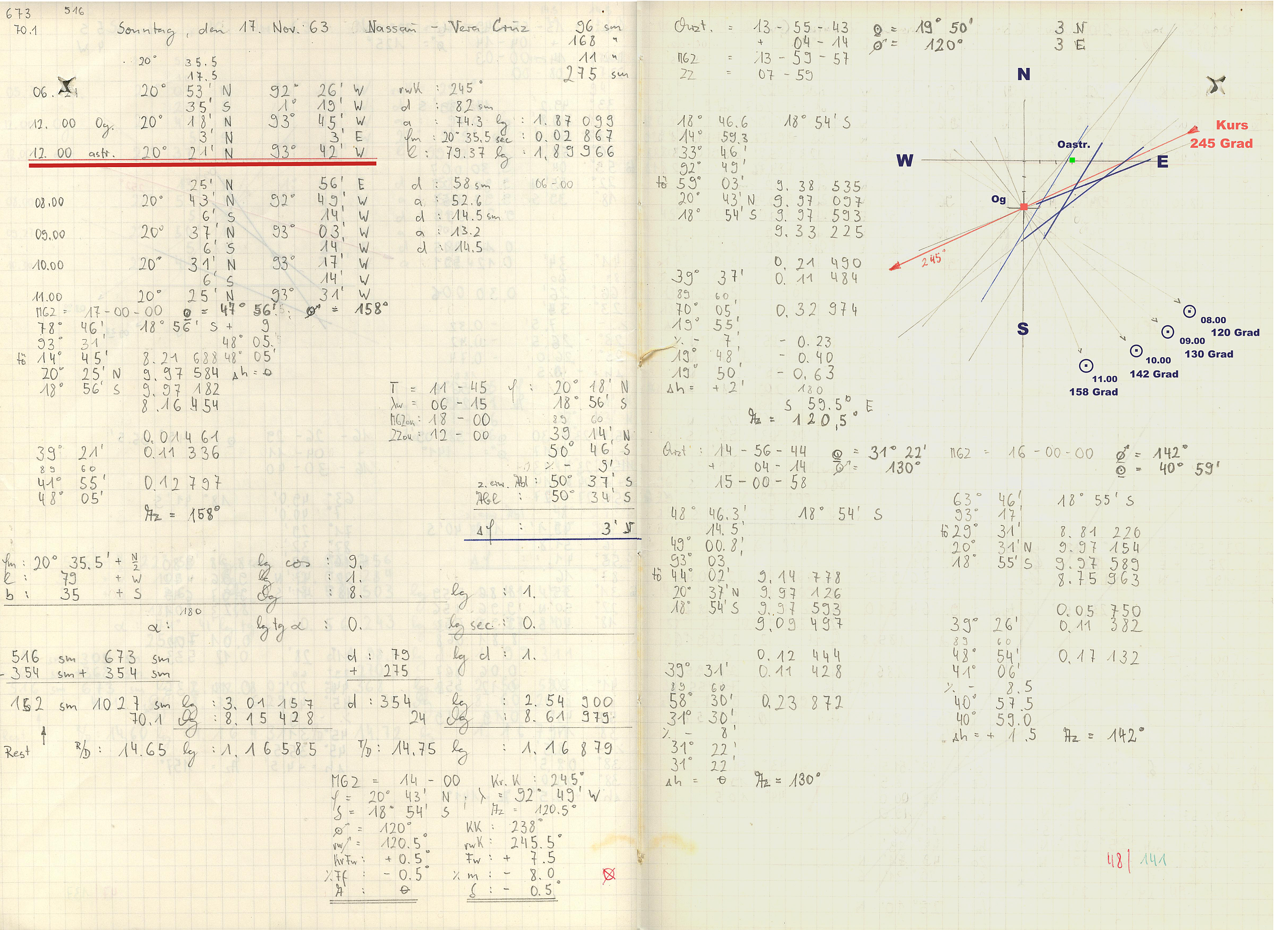
Mittagsbesteck – 4 Sonnenstandlinien + Meridiandurchgang ergibt Schiffsmittag

Als Mittagsbesteck bezeichnet man im maritimen Sprachgebrauch die mittägliche Berechnung des Schiffsortes, d. h. die Feststellung der geografischen Breite, auch Latitude genannt. Diese Methode stützt sich insbesondere auf das Peilen (genannt Schießen) der Sonne,  hierbei wird die maximale Sonnenhöhe (Kulmination) mithilfe eines Sextanten (früher auch Quadranten) gemessen.
Weiter ergibt sich die geografische Länge (Longitude) aus der Abweichung der Schiffszeit von der Standardzeit (damals GMT), die von einem Chronometer an Bord angezeigt wird. Die Schiffszeit, also die tatsächliche Ortszeit, kann man wegen des flachen Verlaufs der Sonne um den Kulminationzeitpunkt nicht durch direkte Zeitmessung ermitteln, sondern durch Mittelwertbildung zweier sekundengenau gemessenen gleichen Sonnenhöhen einige Zeit vor und nach der Kulmination.
Das Verfahren des Mittagsbestecks stammt aus der Zeit der astronomischen Navigation und wurde im 19. Jahrhundert zur Perfektion gebracht. Mit dem Ende des 20. Jahrhunderts wurde es durch elektronische Verfahren ersetzt, vor allem durch Satellitennavigation. Obwohl es in der täglichen Praxis bedeutungslos geworden ist, wird es zu Ausbildungszwecken und für den Fall eines Versagens der modernen Systeme weiter gelehrt.